# Le Fils unique
Pour les articles homonymes, voir Fils unique (homonymie).
Pour plus de détails, voir Fiche technique et Distribution.
Le Fils unique (一人息子, Hitori musuko) est un film japonais réalisé par Yasujirō Ozu, sorti en 1936.

## Synopsis
L'amour maternel d'une fileuse de soie qui donne tout pour que son enfant puisse profiter d'une bonne éducation à Tokyo. Dix ans plus tard, elle rend visite à son fils à Tokyo, croyant qu'il a réussi dans la vie. Mais elle apprend qu'il est loin d'avoir réussi ; il travaille comme « demi professeur », donnant des cours du soir et vivant dans la pauvreté avec sa femme.

## Fiche technique
- Titre : Le Fils unique
- Titre original : 一人息子 (Hitori musuko?)
- Titre anglais : The Only Son
- Réalisation : Yasujirō Ozu

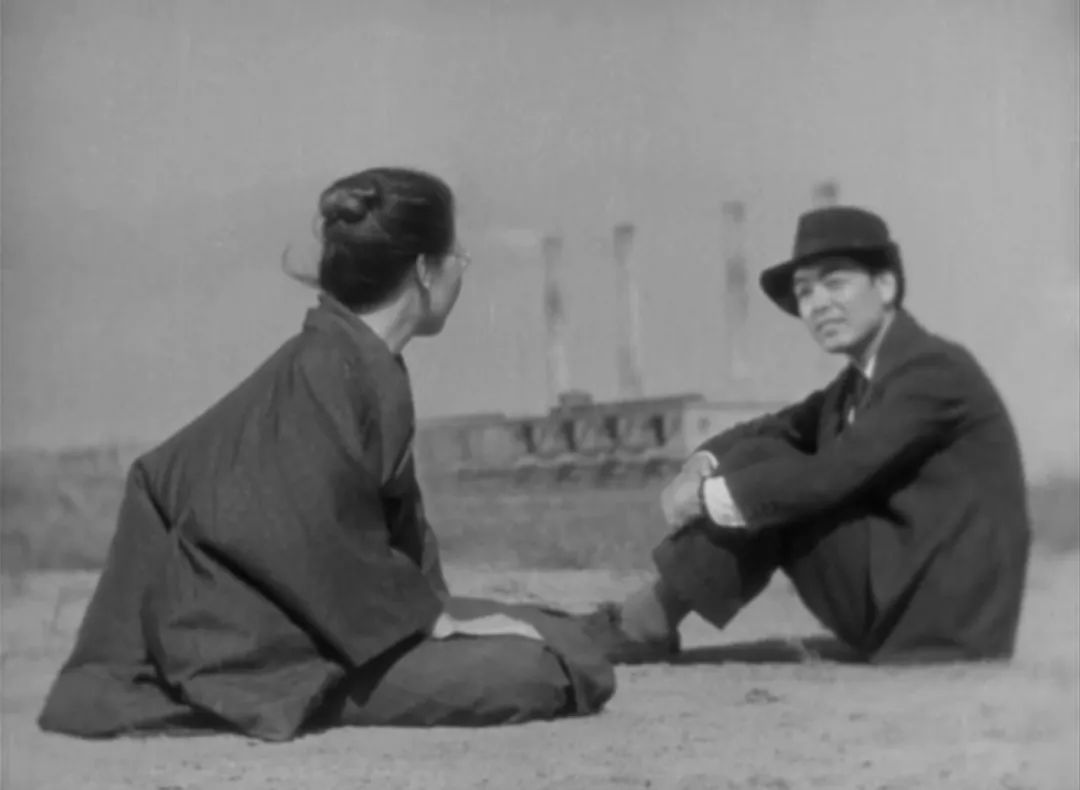
Chōko Iida et Shin'ichi Himori.

- Scénario : Yasujirō Ozu (crédité sous le nom de James Maki), Tadao Ikeda et Masao Arata
- Musique : Senji Itō
- Photographie : Shōjirō Sugimoto
- Décors : Tatsuo Hamada
- Costumes : Taizō Saitō
- Société de production : Shōchiku
- Pays d'origine :  Empire du Japon
- Langue originale : japonais
- Format : noir et blanc - 1,37:1 - son mono - 35 mm
- Genre : drame
- Durée : 87 minutes[1] (métrage : 10 bobines - 2 387 m[1])
- Dates de sortie :  
  - Empire du Japon : 15 septembre 1936[1]

## Distribution
- Chōko Iida : Tsune Nonomiya
- Shin'ichi Himori : Ryosuke Nonomiya
- Masao Hayama : Ryosuke Nonomiya enfant
- Yoshiko Tsubouchi : Sugiko
- Mitsuko Yoshikawa : O-Taka
- Chishū Ryū : le professeur Ōkubo
- Tomoko Naniwa : la femme d'Ōkubo
- Bakudankozo : le fils d'Ōkubo
- Kiyoshi Seino : Matsumura, le vieil homme
- Eiko Takamatsu : Jokō
- Seiichi Katō : Kinjo no ko
- Kazuo Kojima : Kimiko
- Tomio Aoki : Tomibo

## Autour du film
- Il s'agit du premier film parlant du cinéaste dans lequel les dialogues sont synchronisés avec l'image.
- Le fils emmène sa mère au cinéma voir un film allemand de 1933 : La Vie tendre et pathétique (Leise flehen meine Lieder).